# Jeorjos Walakakis
Jeorjos Walakakis (gr. Γεώργιος Βαλακάκης) – grecki szermierz. Uczestnik pierwszych nowożytnych igrzysk olimpijskich w 1896 roku.
Reprezentant klubów Atinaiki Leschi i Etnikos GS (Ateny). Podczas igrzysk olimpijskich w Atenach w 1896 roku brał udział w turnieju floretowym. W pierwszej fazie zawodów był w grupie z Gravelottem, Wurosem i Komninosem-Miliotisem. Przegrał wszystkie pojedynki i odpadł z zawodów, zajmując ostatnie siódme miejsce razem z Joanisem Pulosem.
Wystąpił także na Olimpiadzie Letniej 1906. Zajął czwarte miejsce w drużynowym turnieju w szpadzie.